# Dorsten
Dorsten – miasto w zachodniej części Niemiec, w kraju związkowym Nadrenia Północna-Westfalia, w rejencji Münster, w powiecie Recklinghausen, w Zagłębiu Ruhry, port nad rzeką Lippe i Kanałem Wesel-Datteln. Prawa miejskie od 1251 roku. Liczy 76 720 mieszkańców (2022).

## Atrakcje turystyczne
- Kościół św. Agaty
- Kościół św. Jana
- Hochstadenbücke
- Akwapark Atlantis Dorsten

### Muzea
- Jüdisches Museum Westfalen (Żydowskie Muzeum Westfalii)

## Współpraca
Miejscowości partnerskie:
- Crawley, Anglia
- Dormans, Francja
- Ernée, Francja
- Hainichen, Saksonia
- Hod ha-Szaron, Izrael
- Newtownabbey, Wielka Brytania
- Rybnik, Polska
- Waslala, Nikaragua